# اریتره در المپیک تابستانی ۲۰۲۴
کاروان المپیکی اریتره، یکی از کاروان‌های شرکت‌کننده در بازی‌های المپیک تابستانی ۲۰۲۴ بود. این دوره از بازی‌ها از ۲۶ ژوئیه تا ۱۱ اوت ۲۰۲۴ (۵ تا ۲۱ امرداد ۱۴۰۳ خورشیدی) به میزبانی پاریس، پایتخت فرانسه برگزار شد. این حضور، هفتهمین حضور پیاپی ورزشکاران این کاروان به صورت مستقل در المپیک بود. در پایان این دوره، ورزشکاران این کاروان مانند چهار دوره پیش، موفق به کسب هیچ مدالی نشدند.

## شرکت‌کنندگان
ورزشکاران این کاروان در قالب ورزش‌های زیر به رقابت با دیگر ورزشکاران پرداختند.
| ورزش        | مردان | زنان | مجموع |
| ----------- | ----- | ---- | ----- |
| دو و میدانی | ۶     | ۲    | ۸     |
| دوچرخه‌سواری | ۱     | ۰    | ۱     |
| شنا         | ۱     | ۱    | ۲     |
| مجموع       | ۸     | ۳    | ۱۱    |